# Hermanas de la Divina Providencia de Saint-Jean-de-Bassel
La Congregación de la Divina Providencia de Saint-Jean-de-Bassel (en latín: Congregatio Divinae Providentiae; cooficialmente en francés: Congregation de la Divine Providence de Saint-Jean-de-Bassel) es una congregación religiosa católica femenina, de vida apostólica y de derecho pontificio, fundada el 13 de diciembre de 1838, en Saint-Jean-de-Bassel (Francia), a partir de una división de la antigua congregación homónima, del sacerdote francés Jean-Martin Moyë. Las religiosas de este instituto se les conoce como hermanas de la Divina Providencia de Saint-Jean-de-Bassel y posponen a sus nombres la siglas C.D.P.

## Historia

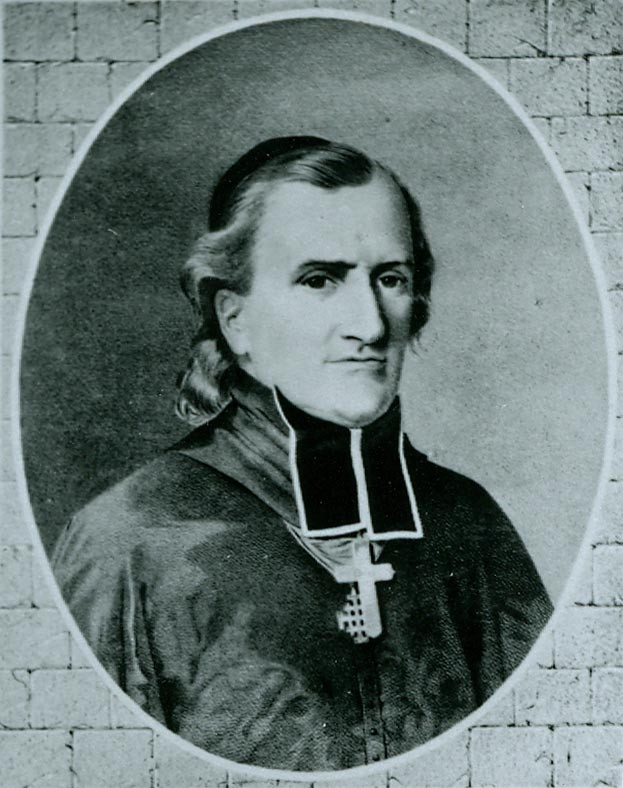
El obispo de Nacy, Charles de Forbin-Janson (1785-1844) fue quien separó la casa de Saint-Jean-de-Bassel, convirtiéndola en una congregación autónoma.

El instituto tiene su origen en la Congregación de la Divina Providencia fundada en Vigy (Francia), en 1762, por el sacerdote diocesano Jean-Martin Moyë. Las religiosas de instituto abrieron una casa para el noviciado en la ciudad de Saint-Jean-de-Bassel. El obispo de Nancy, Charles de Forbin-Janson, separó dicha comunidad del resto del instituto, convirtiéndola en una congregación religiosa de derecho diocesano.
El papa Pío XI, mediante decretum laudis del 31 de enero de 1931, elevó el instituto a congregación religiosa de derecho pontificio.

## Organización
La Congregación de la Divina Providencia de Saint-Jean-de-Bassel es una instituto religioso de derecho pontificio, internacional y centralizado, cuyo gobierno es ejercido por una superiora general. La sede central se encuentra en Fénétrange (Francia). Junto a otras seis congregaciones que se derivan de la fundación de Vigy forman la familia espiritual de Jean-Martin Moyë.
Las hermanas de la Divina Providencia se dedican a la educación e instrucción cristiana de la juventud y a la atención de los enfermos. En 2015, el instituto contaba con 489 religiosas y 95 comunidades, presentes en Bélgica, Ecuador, Estados Unidos, Francia, Madagascar, Mali y Polonia.